# Gilson de Souza
Gilson Simões de Souza (Duque de Caxias, Río de Janeiro, 25 de marzo de 1967) es un exfutbolista brasileño nacionalizado ecuatoriano. Jugaba de mediocampista y su primer club fue el Vasco da Gama. Es conocido por sus períodos en el Barcelona Sporting Club de Ecuador en donde fue favorito de los fanáticos. Actualmente reside en Catar.

## Carrera
Gilson empezó su carrera como futbolista en el Americano Futebol Clube Campos-RJ De 1985 hasta el 1990, jugó para el y el Club de Regatas Vasco da Gama en el año 1989,y volvió al Americano de Campos en el mismo año. En 1990 se marchó a Ecuador para jugar en el club Deportivo Filanbanco de ese país. En diciembre del 1990 se fue a jugar en el  Louletano Desportos Clube de Portugal. Volvió a Ecuador para jugar en el  Valdez Sporting Club en 1991 y salió vicecampeón de Ecuador, Transfiriedose en seguida en 1992 para  Barcelona Sporting Club. Jugó en Barcelona hasta el mayo del 1993 y en seguida se marchó para el Clube Atlético Paranaense de Brasil. Volvió en 1994 para jugar en la  Liga de Quito de Ecuador. En el año 1995 Volvió a  Barcelona Sporting Club quedándose en este club hasta junio de 1997. En enero del año 1996 se nacionalizó ecuatoriano.
En junio de 1997 pasó al Al Hilal de Arabia Saudita, para la temporada 1997/1998 y de ahí se fue al Al Ahli de Arabia Saudita para la temporada 1998/1999 y después siguió para el Al Rayyan de Catar para jugar la temporada 1999/2000 y la temporada 2000/2001 se fue a jugar en el Qatar Sporsts Club de Catar y antes que termine la temporada volvió a Arabia para jugar en el Al Ettifaq de Arabia Saudita en el año 2001, para enseguida encerrar su carrera por el
Al Qadeseiyah de Catar jugando la temporada 2002/2003 saliendo Campeón de segunda y acendiendo el equipo a primera división.

## Selección nacional
Se nacionalizó ecuatoriano y fue internacional con la Selección de fútbol de Ecuador en 17 ocasiones. En su totalidad hizo 17 apariciones.

## Clubes
| Club                 | País           | Año       |
| -------------------- | -------------- | --------- |
| Americano            | Brasil         | 1985-1989 |
| Vasco da Gama        | Brasil         | 1989-1990 |
| Americano            | Brasil         | 1990      |
| Filanbanco           | Ecuador        | 1990-1991 |
| Louletano DC         | Portugal       | 1991      |
| Valdez Sporting Club | Ecuador        | 1991      |
| Barcelona            | Ecuador        | 1992-1993 |
| Atlético Paranaense  | Brasil         | 1993      |
| LDU de Quito         | Ecuador        | 1994      |
| Barcelona            | Ecuador        | 1995-1997 |
| Al-Hilal             | Arabia Saudita | 1997-1998 |
| Al-Ahli              | Arabia Saudita | 1998-1999 |
| Al-Rayyan            | Catar          | 2001-2002 |

## Palmarés nacionales
| Título                  | Club          | País    | Año  |
| ----------------------- | ------------- | ------- | ---- |
| Campeonato del Interior | Americano     | Brasil  | 1985 |
| Campeonato del Interior | Americano     | Brasil  | 1986 |
| Segunda División        | Americano     | Brasil  | 1987 |
| Campeonato Estaduales   | Americano     | Brasil  | 1987 |
| Campeonato del Interior | Americano     | Brasil  | 1987 |
| Campeonato del Interior | Americano     | Brasil  | 1988 |
| Campeonato Brasileño    | Vasco da Gama | Brasil  | 1989 |
| Campeonato del Interior | Americano     | Brasil  | 1990 |
| Campeonato Ecuatoriano  | Barcelona     | Ecuador | 1995 |
| Campeonato Ecuatoriano  | Barcelona     | Ecuador | 1997 |

## Palmarés internacionales
| Título                   | Club          | Sede    | Año  |
| ------------------------ | ------------- | ------- | ---- |
| Torneio Cidade de Metz   | Vasco da Gama | Francia | 1989 |
| Trofeo Ramón de Carranza | Vasco da Gama | España  | 1989 |
| Copa Unión               | LDU de Quito  | Ecuador | 1994 |